# ثورة الأرز
ثورة الأرز أو انتفاضة الاستقلال، هي سلسلة من المظاهرات في لبنان خاصة في العاصمة بيروت جاءت رداً على اغتيال رئيس الوزراء اللبناني الأسبق رفيق الحريري. تميز الحراك الشعبي بتجنّب العنف، واتباع نهج سلميّ، واعتماد الحراك على أساليب المقاومة المدنية.
كانت الأهداف الأساسية للنشطاء هي انسحاب القوات السورية المتواجدة في لبنان منذ عام 1976، واستبدال الحكومة التي تتأثر بشدة بالمصالح السورية بأخرى أكثر استقلالية، كما دعت الثورة إلى إنشاء لجنة دولية للتحقيق في اغتيال رئيس الوزراء الحريري، واستقالة المسؤولين الأمنيين لضمان نجاح الخطة، وتنظيم انتخابات نيابية حرة. وبشكل أعم، طالب المتظاهرون بإنهاء النفوذ السوري ووقف تدخله في السياسة اللبنانية.
في بداية المظاهرات، كان لسوريا قوة قوامها حوالي 14 ألف جندي وعملاء استخبارات متمركزين في لبنان. وفي أعقاب المظاهرات، انسحبت القوات السورية بالكامل من لبنان في 27 أبريل 2005. ومع استقالة حكومة كرامي الموالية لسوريا في 19 أبريل، وإجراء الانتخابات العامة عام 2005، وإنشاء المحكمة الخاصة للبنان، تحققت الأهداف الرئيسية للثورة.
استخدمت المعارضة الوشاح الأبيض والأحمر والشريط الأزرق كرموز لها. كان الشعار الأكثر شعبية للحركة هو الحرية، السيادة، الاستقلال.

## أصل الاسم
استخدمت وزيرة الشؤون الخارجية الأمريكية بولا دوبريانسكي اسم ثورة الأرز في مؤتمرٍ صحفي، لمقارنتها مع ثورة الزهور في جورجيا، ثورة البرتقال في أوكرانيا والثورة الوردية في العراق.
في العالم العربي تُعرف الثورة باسم انتفاضة الاستقلال وقد أطلقه قادة حركة اليسار الديمقراطي سمير قصير وحكمت عيد واستُخدم مصطلح الانتفاضة لربطها بالانتفاضة الفلسطينية. والاستقلال لجانب تحرير لبنان. عرفت أيضًا باسم ربيع الأرز وربيع لبنان إشارة للفصل الذي إنطلقت فيه التظاهرات، ولتشبيهها أيضًا بثورات أخرى تدعو إلى الاستقلال والحرية مثل ربيع براغ وربيع دمشق. استخدمت وسائل الإعلام اللبنانية هذه الأسماء بالإضافة إلى استقلال لبنان واستقلال 2005.

## الأهداف
كان الهدف الرئيسي من تلك التظاهرات هو إنهاء الوجود العسكري السوري في لبنان والذي استمر 30 عامًا منذ 1976. طالب العديد من اللبنانيين بعودة قائد الجيش ورئيس الحكومة سابقًا ميشال عون من المنفى في فرنسا، وإطلاق سراح قائد القوات اللبنانيّة سمير جعجع. شملت أهداف الثورة عدة نقاط إضافية منها:
1. توحيد جميع اللبنانيين في نضالهم من أجل الحرية والاستقلال
2. إسقاط حكومة عمر كرامي الثانية الموالية لسوريا
3. إقالة ستة ضباط من قادة النظام الأمني في لبنان
4. إقالة المدعي العام اللبناني
5. كشف قتلة رئيس الحكومة السابق رفيق الحريري
6. إقامة انتخابات برلمانية حرة ونزيهة في ربيع 2005

## الأطراف المشاركة

### المجتمع المدني
- لقاء قرنة شهوان: تكتل سياسي شكّله عدة سياسيين مسيحيين في 2001 بين وسط اليسار ووسط اليمين.
- المنتدى الديمقراطي: تكتل سياسي متعدد الطوائف من مختلف الأحزاب السياسية مع ميل يساري، ويقوده حبيب صادق.
- مواطنون من أجل لبنان حر: منظمة غير حكومية.
- مركز الديمقراطية في لبنان: المنظمات غير الحكومية الحركة الشعبية.
- المنظمة العالمية للمؤمنين بالديمقراطية: مجموعة تطوعية متعددة الطوائف.

### الأحزاب السياسية
- تيار المستقبل: حركة سنية يقودها سعد الحريري، ابن الرئيس السابق رفيق الحريري.
- التيار الوطني الحر: حركة مسيحية يقودها ميشال عون، قائد الجيش ورئيس الحكومة سابقًا، وهو أحد أول من طالبوا بخروج سوريا من لبنان.
- القوات اللبنانية: حزب يقوده سمير جعجع، الذي سجن منذ 11 عامًا.
- حزب الكتائب اللبنانية: حزب يقوده أمين الجميل، رئيس الجمهورية سابقًا.
- الحزب التقدمي الاشتراكي: حزب يقوده وليد جنبلاط، نائب وزعيم الطائفة الدرزية وابن كمال جنبلاط.
- حركة التجدد الديمقراطي: حركة متعددة الطوائف يقودها نسيب لحود، نائب سابق ويمطح لرئاسة الجمهورية.
- حركة اليسار الديمقراطي: حركة متعددة الطوائف يقودها إلياس عطالله، نائب سابق وعضو سابق في الحزب الشيوعي.
- حزب الوطنيين الأحرار.
- الكتلة الوطنية اللبنانية.
- تقرير فيتزجيرالد.
- تقرير ميليس

## خلفية الأحداث
في 14 شباط 2005، أُغتِيل رئيس الحكومة السابق رفيق الحريري في انفجار 1400 كغ من التي أن تي، ما خلّف 21 ضحية و100 جريح. توفي لاحقًا وزير الاقتصاد والتجارة باسل فليحان متأثراً بجراحه الخطرة. كان هذا ثاني حدثٍ من هذا النوع خلال أربعة أشهر، حيث نجى النائب والوزير السابق مروان حمادة من محاولة اغتيال في 1 تشرين الأول 2004. بعد إغتيال الحريري، توحّد عدد كبير من اللبنانيين رغم اختلافتهم وانقساماتهم في مظاهرات شعبية واسعة، ضد الوصاية السورية على لبنان.
بعد ساعات من الانفجار، أطلق مدّعون عوام لبنانيون مذكرات اعتقال بحق ستة أستراليين غادروا لبنان إلى أستراليا بعد ثلاث ساعات من حدوثه، بعد إدعاء وجود آثار للانفجار في مقاعد الطائرة التي أقلتهم، بالإضافة إلى مغادرتهم بلا أي حقائب أو أمتعة. قابلت الشرطة الفيدرالية الأسترالية عشرة أشخاص بعد وصولهم إلى سيدني، لكنها وجدت أن جميعهم يحمل حقائب سفر. لم يجد كلاب الشرطة الأسترالية أي علامات لمتفجرات على مقاعد الطائرة، واختبر ثلاث رجال منهم وأظهرت نتيجة سلبية للمتفجرات. بعد 48 ساعة، أعلنت الشرطة الأسترالية عدم تورّط أي من الستة في الإنفجار ورفضت إدعاءات المسؤولين اللبنانيين.
على الرغم من عدم وجود أي دليل يورّط فرد أو طرف معيّن - في ذلك الوقت - إلا أنّ الغضب والمسؤولية توجهّت نحو السوريين نتيجة وجودها العسكري الممتد وتأثيرها الإستخباراتي في لبنان، بالإضافة إلى تعيين عمر كرامي الموالي لها رئيسًا للحكومة.
الزعيم الدرزي وليد جنبلاط، الذي كان قد انضم حديثًا إلى المعارضة، ادّعى أنه سمع بشار الأسد يهدّد رفيق الحريري قائلًا: «الرئيس لحود هو أنا. إذا إنت أو شيراك تريدونني خارج لبنان، سأكسر لبنان.» طالب كل من الولايات المتحدة والاتحاد الأوروبي والأمم المتحدة سوريا بالخروج من لبنان وإقامة تحقيق دولي، ولم يدينوا أي طرف في القضية.[بحاجة لمصدر]
في 21 شباط 2005، عشرات الآلاف من اللبنانيين تجمعوا في موقع الإنفجار وطالبوا بإنهاء الاحتلال السوري ولاموا سوريا والرئيس الموالي لها إميل لحود على اغتيال الحريري. في الأسابيع اللاحقة، كانت تقام مظاهرات واسعة في ساحة الشهداء، التي أشار إليها المتظاهرون لها بساحة الحرية، بالإضافة إلى التجمعات اليومية.
قام العديد من اللبنانيين المغتربين بتظاهرات مماثلة في عدّة مدن حول العالم، مثل و سيدني، وسان فرانسيسكو، وباريس، ودوسلدورف، ومونتريال، ولندن.

## استقالة الحكومة
بلغ عدد المشاركين في الاحتجاجات اليومية ضد الوجود السوري في لبنان أكثر من 25000 متظاهراً. مقارنةً مع التسعينيات، كانت معظم المظاهرات ذات أغلبيّة مسيحيّة وتعرّضت للقمع من السلطات، أمّا المظاهرات الجديدة فقد كانت متنوعة الطوائف والتوجهات السياسية والحكومة لم تستجب بالقوّة أو الترهيب.
في 28 شباط، استقال رئيس الحكومة عمر كرامي من مجلس النواب، ودعا إلى إجراء الانتخابات النيابية. في خطاب استقالته، قال كرامي: «حرصًا على أن لا تكون الحكومة عقبةً أمام ما يراه الآخرون خير البلاد أعلن استقالة الحكومة التي لي شرف رئاستها.» تجمع عشرات الآلاف في ساحة الشهداء مرحّبين بالإستقالة، ودعوا إلى استقالة رئيس الجمهورية إميل لحود وإنهاء الوصاية السورية مرددين «جايي دورك يا لحود جايي دورك يا بشار.»

المعارضة لم ترضى بالإكتفاء بإستقالة الحكومة بل أكملت الضغط للإنسحاب السوري الكامل من الأراضي اللبنانية. في 23 آذار، المسؤول عن التحقيق اللبناني الداخلي في قضيّة إغتيال رفيق الحريري ميشال أبو عراج إعتذر عن إستكمال التحقيق وقدّم إستقالته. إستقالته والحاجة لإستبداله رفعت إمكانيّة التأخير في التحقيق.
اجتذبت الاحتجاجات اليومية ضد الوجود السوري 25 ألف شخص. وفي حين أن معظم المظاهرات المناهضة لسوريا في التسعينيات كانت ذات أغلبية مسيحية وقمعت بالقوة، إلا أن المظاهرات الجديدة كانت غير طائفية بشكل واضح ولم ترد الحكومة بالقوة أو الترهيب.
في 28 فبراير، استقالت حكومة رئيس الوزراء الموالي لسوريا عمر كرامي، داعية إلى إجراء انتخابات جديدة. وقال كرامي في إعلانه: «أنا حريص على ألا تكون الحكومة عقبة أمام من يريد الخير لهذا البلد». وهتف عشرات الآلاف الذين تجمعوا في ساحة الشهداء في بيروت بالإعلان، ثم هتفوا "سقط كرامي، سيأتي دورك يا لحود، ودورك يا بشار".
ولم يكتف نواب المعارضة باستقالة كرامي فقط، وواصلوا الضغط من أجل الانسحاب السوري الكامل. وقال الوزير والنائب السابق مروان حمادة، الذي نجا من هجوم مماثل بسيارة مفخخة في الأول من تشرين الأول (أكتوبر) 2004، "أتهم هذه الحكومة بالتحريض والإهمال والتقصير على أقل تقدير، وبالتغطية على تخطيطها على الأكثر. إن لم يكن بالتنفيذ".
في 23 مارس، طلب ميشيل أبو عراج، القاضي اللبناني المسؤول عن التحقيق اللبناني الداخلي في عملية الاغتيال، إعفاءه، مشيرًا إلى جدول المحكمة المزدحم. من المتوقع أن يصدر المجلس القضائي اللبناني قراره بشأن طلبه في اليوم التالي. وأثارت استقالته وما ترتب على ذلك من ضرورة استبداله احتمال تأخير التحقيق.[بحاجة لمصدر]

## رد الفعل الدولي
أدى مقتل الحريري إلى زيادة الضغوط الدولية على سوريا. وفي بيان مشترك، أدان الرئيس الأمريكي جورج دبليو بوش والرئيس الفرنسي جاك شيراك عملية القتل، ودعوا إلى التنفيذ الكامل لقرار مجلس الأمن الدولي رقم 1559، الذي يقضي بانسحاب القوات السورية من لبنان ونزع سلاح حزب الله المزدهر في جنوب لبنان.
في مرحلة ما، بدا أن هناك ارتباكاً حول مدى استعداد سوريا للانسحاب من لبنان. أعلن رئيس الجامعة العربية عمرو موسى أن الرئيس السوري الأسد وعده بانسحاب تدريجي على مدى عامين، لكن وزير الإعلام السوري مهدي دخل الله قال إن موسى أساء فهم الزعيم السوري. وقال دخل الله إن سوريا ستكتفي بتحريك قواتها إلى شرق لبنان. منذ ذلك الحين أعلنت سوريا أن القرار 1559 سيتم الالتزام به بالكامل، وذلك في غضون أشهر وليس سنوات.
في 15 مارس/آذار، بعد سماع معلومات مسربة مفادها أن التحقيق الخاص للأمم المتحدة ربما وجد أن السلطات اللبنانية أخفت أدلة القتل، زعم كاتب العمود روبرت فيسك أن ابني الحريري فرا من لبنان، بعد تحذيرهما من أنهما أيضاً ، حسبما ورد. كانوا معرضين لخطر الاغتيال.
أرسل الأمين العام للأمم المتحدة كوفي عنان، استجابة لطلب من مجلس الأمن، فريقًا من المتخصصين الأيرلنديين والمصريين والمغاربة، بقيادة نائب مفوض الشرطة الأيرلندية، بيتر فيتزجيرالد، للتحقيق في جريمة الاغتيال. وحتى قبل نشر تقرير فيتزجيرالد، قال أنان إنه قد يكون من الضروري إجراء تحقيق إضافي أكثر شمولاً. وشكر فيتزجيرالد الحكومة اللبنانية على تعاونها قبل مغادرته. ويشير التقرير إلى الوجود السوري في لبنان عاملًا مساهمًا في عدم الاستقرار والاستقطاب الذي سبق الاغتيال. وينتقد التقرير أيضًا الحكومة اللبنانية وأجهزة المخابرات لتعاملها مع تحقيقاتها الخاصة في هذه القضية، ووصفها بأنها معيبة وغير حاسمة. ووصفت الحكومة اللبنانية بدورها التقرير بأنه "غريب عن الواقع" وانتقدت فريق الأمم المتحدة لعدم سعيه إلى مشاركة حكومية أوسع في التحقيق. ووافقت الحكومة على إجراء تحقيق دولي إضافي وأكثر شمولاً، لكنها أصرت على أن أي تحقيق مستقبلي يجب أن يتم بالتعاون مع الحكومة. وفي مؤتمر صحفي عُقد في 25 مارس/آذار، قال وزير الخارجية اللبناني محمود حمود إنه من المتوقع أن يعمل التحقيق ضمن إطار ثابت "بالتعاون مع الدولة".

## رد الفعل السوري

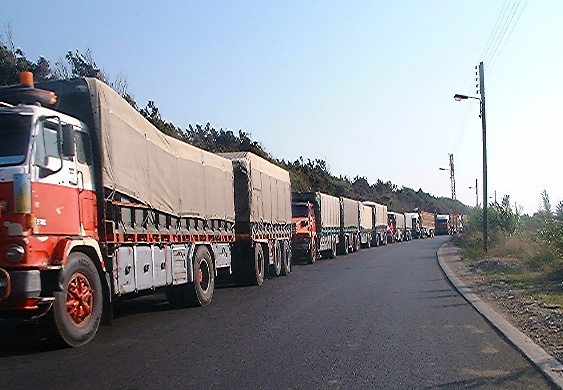
شاحنات تنتظر في الطابور بعد إغلاق سوريا حدودها الشمالية مع لبنان بعد انسحابها

في 2 مارس 2005، أعلن الرئيس السوري بشار الأسد أن قواته ستنسحب من لبنان بالكامل "في الأشهر القليلة المقبلة". رداً على الإعلان، قال زعيم المعارضة وليد جنبلاط إنه يريد سماع المزيد من التفاصيل من دمشق حول أي انسحاب: "إنها لفتة لطيفة ولكن "الأشهر القليلة المقبلة" غامضة للغاية - نحن بحاجة إلى جدول زمني واضح".
وفي 3 مارس/آذار، انضمت ألمانيا وروسيا إلى أولئك الذين يطالبون سوريا بالامتثال للقرار 1559. وقال المستشار الألماني غيرهارد شرودر: "يجب إعطاء لبنان فرصة للسيادة والتنمية وهذا لا يمكن تحقيقه إلا من خلال الالتزام بقرارات مجلس الأمن التي تنص على الانسحاب السوري الفوري من لبنان".
صرح وزير الخارجية الروسي سيرغي لافروف أنه "يجب على سوريا الانسحاب من لبنان، لكن علينا جميعًا التأكد من أن هذا الانسحاب لا ينتهك التوازن الهش للغاية الذي لا يزال لدينا في لبنان، وهو بلد صعب عرقيًا للغاية ".
في 5 مارس، أعلن الرئيس السوري الأسد في خطاب متلفز أن سوريا ستسحب قواتها إلى وادي البقاع في شرق لبنان، ثم إلى الحدود بين سوريا ولبنان. ولم يقدم جدولا زمنيا للانسحاب الكامل للقوات السورية من لبنان.
في عطلة نهاية الأسبوع يومي 9 و10 أبريل، في ذكرى اندلاع الحرب الأهلية اللبنانية، غادرت آخر القوات السورية المتبقية لبنان، منهية وجودها الذي دام 30 عامًا.

## الرد من العالم العربي
كما انضمت عدة دول عربية إلى مطالب الانسحاب. عندما وصل الأسد إلى المملكة العربية السعودية لإجراء مشاورات طارئة مع ولي العهد آنذاك الأمير عبد الله بن عبد العزيز، قيل للأسد بعبارات لا لبس فيها أن سوريا يجب أن تمتثل لمطالب مجلس الأمن التابع للأمم المتحدة على الفور. وذكرت صحيفة ديلي ستار اللبنانية المعارضة أن الأسد عرض سحب معظم القوات السورية المتمركزة في لبنان والبالغ عددها 15 ألف جندي خلال المحادثات، لكنه أصر على ترك قوة قوامها 3000 جندي في البلاد. ولم يتم تأكيد ذلك بشكل مستقل.
ولم تطلب القمة العربية السنوية، التي انعقدت في 23 مارس/آذار في الجزائر، من سوريا الانسحاب، الأمر الذي كان سيعطي الانسحاب موافقة عربية على النحو المتوخى في اتفاق الطائف عام 1989 بدلاً من جعله معتمداً على القرار 1559. وتطرق وزير الخارجية الجزائري عبد العزيز بلخادم إلى التوافق الذي سبق انعقاد القمة قائلا "لقد اتفقنا جميعا على المطالبة بتطبيق اتفاق الطائف في إطار الشرعية الدولية". من المثير للجدل أن الأزمة في لبنان لم تكن مدرجة على ججول أعمال القمة، التي لم يحضرها ما يقرب من نصف القادة العرب.

## مظاهرة مؤيدة لسوريا
دعا زعيم حزب الله حسن نصر الله إلى "تجمع شعبي حاشد" في 8 مارس لدعم سوريا واتهام إسرائيل والولايات المتحدة بالتدخل في شؤون لبنان الداخلية. كما انتقد نصر الله القرار الدولي 1559 قائلا إن “المقاومة لن تتخلى عن سلاحها. لأن لبنان يحتاج إلى المقاومة للدفاع عنه”، وأضاف أن “جميع مواد القرار الدولي تقدم خدمات مجانية للعدو الإسرائيلي الذي كان ينبغي أن يحاسب على جرائمه ويجد الآن أنه يكافأ على جرائمه ويحقق كافة مطالبه".
لاحظت سي إن إن أن بعض وكالات الأنباء قدرت الحشد بـ 200،000، قدرت وكالة أنباء أسوشيتد برس أن هناك أكثر من 500،000 متظاهر مؤيد لسوريا، في حين قدرت صحيفة نيويورك تايمز ولوس أنجلوس تايمز ببساطة "مئات الآلاف". وذكرت قناة الجزيرة رقما قدره 1.5 مليون.[بحاجة لمصدر] وحمل المتظاهرون وأغلبهم من الشيعة صور الرئيس السوري بشار الأسد ولافتات كتب عليها باللغة الإنجليزية "لا للتدخل الأمريكي". أشارت بعض المصادر الإعلامية إلى أنه من المحتمل أن يكون العديد من العمال السوريين الضيوف في لبنان البالغ عددهم حوالي 500000 قد شاركوا في المظاهرة. وبالإضافة إلى إظهار مدى الدعم الشعبي لسوريا بين الشيعة، أكدت المظاهرة رفض حزب الله للقرار 1559، الذي تهدد دعوته إلى حل جميع الميليشيات اللبنانية استمرار وجود جناحه العسكري، القوة التي يعود لها الفضل في تحرير جنوب لبنان من الاحتلال الإسرائيلي. كما نظم نصر الله مظاهرات في طرابلس والنبطية يومي 11 و13 مارس/آذار.
وبعد عشرة أيام من استقالته، أعيد تعيين عمر كرامي رئيساً للوزراء، ودعا المعارضة إلى المشاركة في الحكومة حتى الانتخابات المقرر إجراؤها في نيسان/أبريل 2005.[بحاجة لمصدر]
وفي 13 مارس/آذار، تظاهر عشرات الآلاف في مدينة النبطية الجنوبية دعماً لسوريا ومعارضة قرار مجلس الأمن رقم 1559، وفقاً للتقارير. إلغيت احتجاجات طرابلس.

## تجدد المظاهرات المضادة
في 14 مارس، في ذكرى مرور شهر على اغتيال رئيس الوزراء السابق رفيق الحريري، احتشد مئات الآلاف من اللبنانيين في وسط بيروت يوم الاثنين وهم يهتفون "حرية، سيادة، استقلال" ويحملون علمًا لبنانيًا ضخمًا. لقد توافدوا من جميع أنحاء البلاد، ولم يتمكن الكثير منهم حتى من دخول المدينة بسبب حركة المرور الكثيفة. وقد دعت إلى المظاهرة مختلف فصائل المعارضة المناهضة لسوريا (بما في ذلك عائلة الحريري ومجموعات أخرى) وروج لها مختلف وسائل الإعلام الخاصة، وتحديداً تلفزيون المستقبل، وهو مشروع خاص جزء من الإمبراطورية الإعلامية التي تسيطر عليها عائلة الحريري والحكومة السورية. هيئة البث اللبنانية، متحالفة بشكل عام مع القوات اللبنانية، الحزب المسيحي اليميني.
ووقعت المظاهرة في ساحة الشهداء، موقع قبر الحريري ومركز المدينة التي أعيد بناؤها حديثا وأعيد بناؤها إلى حد كبير من خلال جهود الحريري. أثناء الحرب الأهلية اللبنانية، أدى الاقتتال الداخلي بين المجموعات الموحدة في ساحة الشهداء إلى تحويل المنطقة إلى أرض غير قابلة للعبور.
وطالب المتظاهرون اللبنانيون بإجراء تحقيق جولي في مقتل الحريري، وإقالة قادة الأمن المدعومين من سوريا في الحكومة اللبنانية، وانسحاب سوري كامل من لبنان.

## تداعيات عنيفة

### تفجيرات واغتيالات

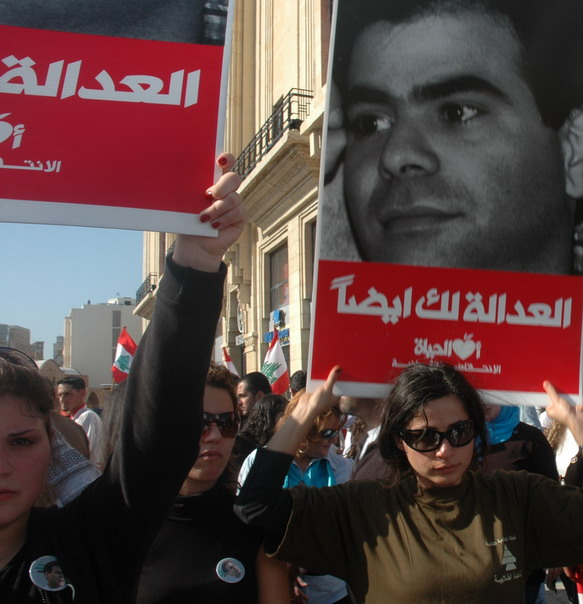
متظاهرون يحملون صور الوزير المغتال بيار الجميل

ابتداءً من مارس 2005 وطوال العام، هزت سلسلة من التفجيرات والاغتيالات لبنان. قُتل العديد من الشخصيات السياسية والفكرية التي تنتقد التدخل السوري في السياسة اللبنانية، بما في ذلك سمير قصير وجورج حاوي وجبران تويني. بالإضافة إلى ذلك، تم استهداف المناطق المسيحية بالقنابل. ولا تزال هذه التفجيرات دون حل.
ولم تنتهي الهجمات في عام 2005. وفي العام التالي، قتل مسلحون النائب بيار أمين الجميل، وفي عام 2007، قُتل وليد عيدو في انفجار سيارة مفخخة في بيروت. ومؤخراً، اغتيل السياسي أنطوان غانم عندما انفجرت سيارة مفخخة، مما أدى إلى مقتله في 19 سبتمبر 2007. وهو الوزير المستقل السادس الذي يتم اغتياله منذ استشهاد الحريري.

## انسحاب القوات السورية
في 26 أبريل 2005، أفادت وكالات الأنباء الدولية والأمم المتحدة أن آخر القوات السورية وعملاء المخابرات عبروا الحدود انسحابًا من لبنان. أخطرت الحكومة السورية الأمم المتحدة رسميًا بأنها سحبت قواتها تماشيًا مع قرار مجلس الأمن الدولي رقم 1559، الذي تم تبنيه في سبتمبر/أيلول 2004. وقال وزير الخارجية السوري فاروق الشرع في رسالة إلى الأمم المتحدة إن بلاده "تود أن تبلغكم رسميا أن القوات العربية السورية المتمركزة في لبنان، بناء على طلب لبنان وبتفويض عربي، سحبت كامل قواتها العسكرية". والأجهزة الأمنية والأصول". في 27 نيسان (أبريل) 2005،  احتفل الشعب اللبناني للمرة الأولى بيومه الأول خالياً من الوجود السوري. وفي 27 نيسان/أبريل 2005 أيضاً، ذكرت صحيفة واشنطن بوست أن "سورية لم تسحب جزءاً كبيراً من وجودها الاستخباراتي في لبنان، مما يقوض ادعائها بالأمس بأنها أنهت تدخلها الذي دام 29 عاماً في جارتها الغربية، كما قال مسؤولون أمريكيون وأوروبيون وأمميون. وقد كررت وزيرة الخارجية الأمريكية، كونداليزا رايس، هذا الادعاء في 25 مايو/أيار.

## موجة الديمقراطية
وتساءل المشاركون والمراقبون لمظاهرات ثورة الأرز عما إذا كانت الحركة قد تأثرت بالأحداث المحلية والإقليمية الأخيرة الداعمة للديمقراطية. قال الزعيم الدرزي اللبناني وليد جنبلاط لمراسل صحيفة الواشنطن بوست : «من الغريب بالنسبة لي أن أقول ذلك، لكن عملية التغيير هذه بدأت بسبب الغزو الأميركي للعراق. لقد كنت ساخرًا بشأن العراق. ولكن عندما رأيت الشعب العراقي يصوت قبل ثلاثة أسابيع، ثمانية ملايين منهم، كانت بداية عالم عربي جديد".[بحاجة لمصدر]

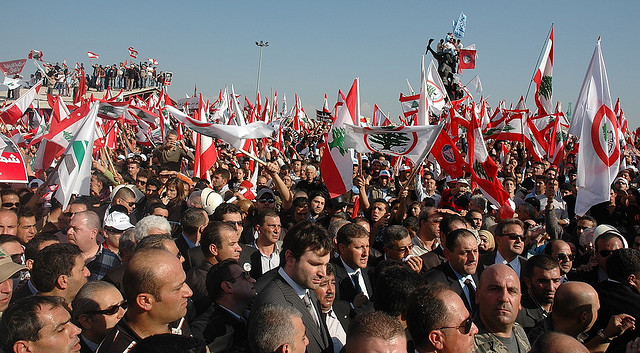
متظاهرون في تشييع بيار الجميل.

وتؤكد آراء أخرى أن الغضب اللبناني ضد الهيمنة السورية المتصورة كان يغلي على مدى عقود من الزمن، وأن اغتيال زعيم شعبي كان الشرارة التي ولدت الحركة، بشكل مستقل عن التطورات الخارجية والإقليمية. على سبيل المثال، كتب زعيم المعارضة اللبنانية وكاتب العمود سمير قصير أن «الديمقراطية تنتشر في المنطقة ليس بسبب جورج بوش ولكن على الرغم منه». لقد أعطى المزيد من الفضل للانتفاضة الفلسطينية باعتبارها مصدر إلهام للناشطين اللبنانيين.
ويحذر آخرون من أن القليل جداً قد تغير فعلياً، باستثناء الاختفاء "التجميلي" للجنود السوريين من وجودهم في ضواحي المدن اللبنانية، وأن السيطرة السورية على الشؤون الخارجية والتجارة اللبنانية قد تستمر. يرى بعض النقاد أن الاندفاع للاحتفال بـ "الثورة" المفترضة كان سابق لأوانه للغاية.
وعندما فشل عمر كرامي في تشكيل الحكومة، استقال نهائياً في 13 نيسان/أبريل 2005، وتمت الدعوة لإجراء انتخابات للفترة من 29 أيار/مايو إلى 19 حزيران/يونيو 2005. وشكل سعد الحريري كتلة مناهضة لسوريا، وفازت في نهاية المطاف بـ 72 مقعدا من أصل 128 مقعدا متاحا في الجمعية الوطنية المكونة من مجلس واحد. ومع عدم وجود قوات سورية لمنعهم، غزت إسرائيل لبنان بسهولة في عام 2006، ولم يبد سوى حزب الله مقاومة كبيرة.

## الذكرى السنوية

### الذكرى الثانية

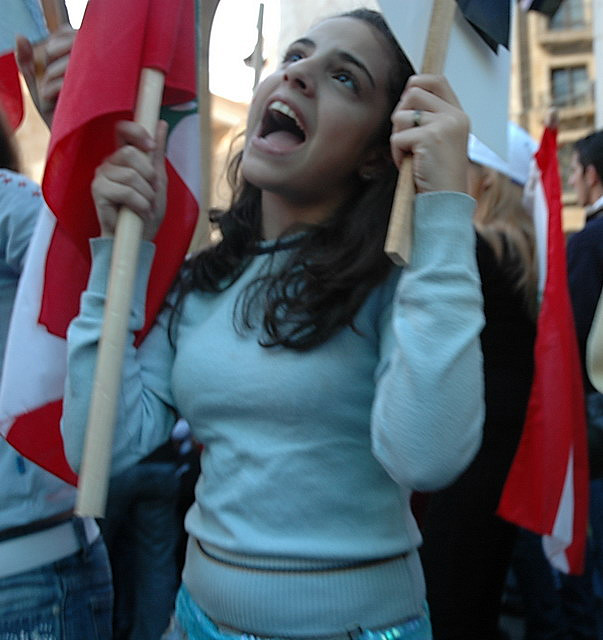
متظاهر في ساحة الشهداء 2006

في 14 فبراير 2007، تجمع عشرات الآلاف من اللبنانيين سلمياً في ساحة الشهداء لإحياء الذكرى الثانية لاغتيال رئيس الوزراء السابق رفيق الحريري. أثبت العدد الكبير أن ثورة الأرز ما زالت مستمرة، خاصة عندما حولت الحشود الاحتفال إلى فرصة متحدية لإلقاء اللوم على سوريا وحزب الله في مشاكل لبنان السياسية. وصمت المتظاهرون في تمام الساعة 12:55 ظهراً، وقت الانفجار الذي أودى بحياة الحريري في 14 شباط/فبراير 2005. ولم يكن من الممكن سماع سوى المؤذن الذي يرفع الأذان للصلاة وقرع أجراس الكنائس.
وكانت تفجيرات بكفيا قد وقعت في اليوم السابق وأسفرت عن مقتل ثلاثة أشخاص. و وقع اتهام فتح الإسلام.

### الذكرى السنوية الثالثة
في 14 فبراير/شباط، أي بعد ثلاث سنوات بالضبط من اليوم الذي اغتيل فيه رئيس الوزراء الحريري على شاطئ البحر في بيروت، احتشدت حشود من المتظاهرين في ساحة الشهداء لإحياء ذكرى هذه المناسبة. وجاء الحشد من جميع أنحاء لبنان. وملأ مئات الآلاف من المتظاهرين الميدان ومحيطه المباشر. وفي المناطق الجبلية، حالت الأحوال الجوية دون وصول عدة مواكب إلى بيروت. كما أغلقت المواكب جميع الطرق شرق وشمال وجنوب بيروت المؤدية إلى ساحة الشهداء. انطلقت مئات القوارب في رحلة من مرفأ جونيه على ساحل جبل لبنان إلى مرسى بيروت متحدية أمواج الشتاء. وكان التجمع يصل إلى نهايته بينما كانت آلاف المركبات التي تقل المتظاهرين لا تزال محاصرة في حركة المرور في الضواحي الشرقية لبيروت. ووقفت الحشود لأكثر من 5 ساعات تحت المطر الغزير. وحوّل المتظاهرون هذا الحدث إلى مناسبة لإلقاء اللوم على سوريا وتجديد قسمهم بالبقاء موحدين ومتحدين من أجل لبنان. وفي الوقت المحدد الذي وقع فيه الانفجار قبل 3 سنوات في الساعة 12:55، صمتت الحشود مع سماع الأذان الإسلامي من خلال مؤذن المساجد مع قرع أجراس الكنائس رمزا للوحدة الإسلامية المسيحية. ألقى قادة التحالف المناهض لسوريا خطابات نارية ألقوا فيها اللوم على سوريا وإيران في مشاكل لبنان. وكان سعد الحريري، الزعيم الأكثر شعبية في الائتلاف، آخر من اتخذ الموقف بينما انطلقت الهتافات الداعمة من الحشود. وفي النهاية، وبعد وقوف الحشود لمدة أربع ساعات متواصلة تحت الأمطار الغزيرة، اختتمت المسيرة وإخليت المنطقة.

### الذكرى الرابعة

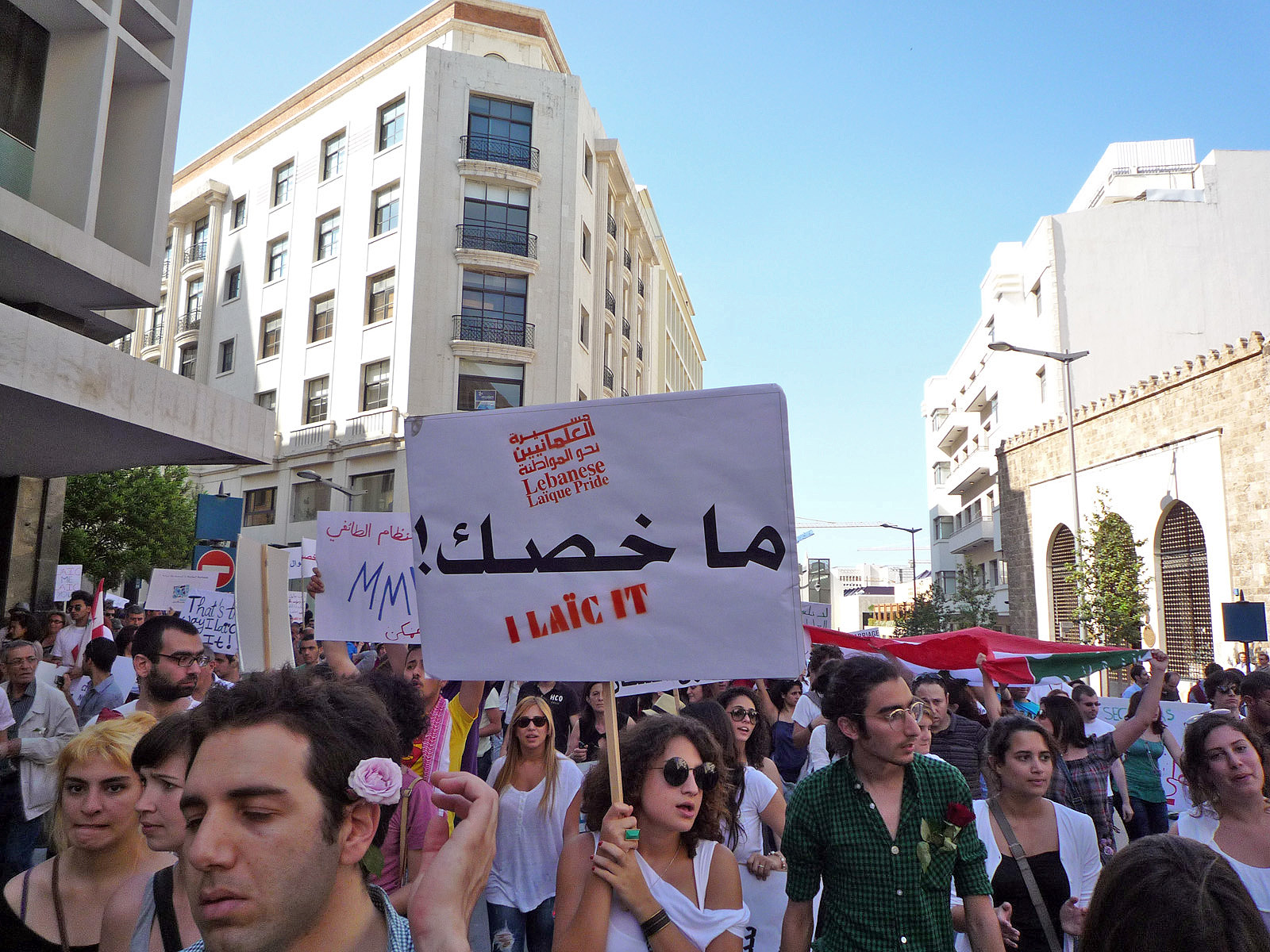
جانب من المسيرة التذكارية الحاشدة عام 2009

صادف يوم 14 شباط/فبراير 2009 الذكرى السنوية الرابعة لاغتيال رئيس الوزراء رفيق الحريري. وتشير التقديرات إلى أن أكثر من مليون من المؤيدين والمواطنين الموالين للحكومة والمؤيدين للحريري من مختلف الطوائف والفصائل اجتمعوا معًا في بيروت لهذه المناسبة. وعند الساعة 12:55 ظهراً، صمت الجمهور لإحياء لحظة الانفجار الذي أودى بحياة الحريري.
وخلال المسيرة، ألقيت كلمات لحث المواطنين على المشاركة في الانتخابات البرلمانية في حزيران/يونيو 2009، التي تنافس فيها الائتلاف المناهض لسوريا والائتلاف المؤيد لسوريا على أغلبية المقاعد.

### الذكرى الخامسة
وعلى الرغم من الحماس الأولي، إلا أن نسبة المشاركة في الذكرى الخامسة لاغتيال الحريري (14 فبراير 2010) تعطلت بسبب الأمطار الغزيرة.

### الذكرى السادسة
قوبلت الذكرى السادسة لاغتيال الحريري، في 14 شباط/فبراير 2011، بحماس متجدد من قبل أنصار تحالف 14 آذار/مارس. وقد تأجج هذا بشكل خاص بسبب غضب المتظاهرين بسبب استقالة جميع الوزراء العشرة المتحالفين مع ائتلاف 8 آذار المعارض بسبب رفض رئيس الوزراء آنذاك سعد الحريري، نجل رفيق الحريري، طلب حزب الله برفض المحكمة الخاصة بلبنان. كما نظمت مسيرة للدعوة إلى نزع سلاح حزب الله يوم 13 مارس في ساحة الشهداء ببيروت. لم تحدث أي اضطرابات كبيرة، لكن أفادت عدة محطات تلفزيونية أن بعض المتظاهرين تمت مصادرة لافتاتهم التي تطالب بنزع سلاح حزب الله. وقدرت رويترز أن عشرات الآلاف من أنصار سعد الحريري وحلفائه احتشدوا ضد أسلحة حزب الله.

## أنظر أيضا
- الاحتلال السوري للبنان
- قائمة الهجمات في لبنان
- الصراع في لبنان 2007
- الثورات الملونة – كسلسلة من الحركات المترابطة
- احتجاجات لبنان 2021